# Pronomen
Pronomen (Plural Pronomina oder Pronomen; deutsch Fürwort) ist in der Grammatik die Bezeichnung für eine Klasse von Wörtern wie z. B. er (ein Personalpronomen), mein (ein Possessivpronomen) oder welcher (ein Frage- bzw. Relativpronomen). Die Funktion von Pronomen wird oft als die eines „Stellvertreters“ beschrieben; Pronomen stehen als Stellvertreter aber nicht „für ein Nomen“, sondern für größere Einheiten aus zumindest Artikel plus Nomen (bzw. Substantiv). Anders als Substantive können Pronomen selbst nicht mit Artikeln kombiniert werden. Die Eigenschaften von Pronomen gehen aber auch über eine Stellvertreterfunktion noch hinaus, z. B. können Relativpronomen bei der Einleitung eines Relativsatzes gar nicht durch Substantivkonstruktionen ersetzt werden. 
Ein Pronomen stellt einen Bezug auf ein Individuum her, so wie es alternativ auch durch Nomen/Substantive plus Artikel geschieht. Daher können Pronomen dieselben grammatischen Merkmale aufweisen wie im Deutschen auch Artikel und Substantive: Genus (Geschlecht), Numerus (Zahl) und Kasus (Fall). Pronomen sind im Gegensatz zu Substantiven keine Inhaltswörter. Vielmehr bezeichnen sie Personen oder Dinge nur mithilfe ihrer grammatischen Merkmale. Diese dienen dann zum Verweis auf den Äußerungskontext (deiktisch, so die erste und zweite Person der Personal- und Possessivpronomen und in anderer Weise die Demonstrativpronomen) oder sie verweisen auf den sprachlichen Kontext (anaphorisch, so gewöhnlich die dritte Person der Personal- und Possessivpronomen, sowie Reflexiv- und Relativpronomen). Außerdem können sie Platzhalter für Individuen sein, die neu in den Text eingeführt werden (so bei Indefinit- und Fragepronomen).
Traditionell werden als Pronomen sowohl Ausdrücke bezeichnet, die alleine ohne ein Substantiv stehen (z. B. ich, du, dieser in „doch dieser sagte“) als auch solche, die vor einem Substantiv stehen (z. B. sein in „sein Haus“, dieser in „dieser Mann“). In der modernen Sprachwissenschaft dagegen versteht man unter Pronomen stets Ausdrücke, die freistehend ohne ein Substantiv gebraucht werden (z. B. ich, du, dieser in „doch dieser sagte“).

## Begriff
Pronomen sind eine sehr weit gefasste Wortart, je nach grammatischer Tradition werden bis zu zehn Untertypen unterschieden, die auch sehr unterschiedliche grammatische Eigenschaften haben. So können Pronomina auch Fragen markieren (Fragepronomen wie wer) oder als Relativpronomen Relativsätze einleiten. Manche Pronomina werden wie ein Substantiv verwendet (Substantivpronomen, substantivisches Pronomen; Beispiel: das Auto ist meines), andere begleiten ein Substantiv ähnlich wie sonst ein Adjektiv (Adjektivpronomen, adjektivisches Pronomen; Beispiel: mein Auto). Eine Definition der Klasse kann daher nur durch sehr allgemeine Merkmale erfolgen.

### Pronomen als „Stellvertreter“
Die Funktion von Pronomina wird traditionell so erklärt, dass es Wörter sind, die stellvertretend für bestimmte andere Wörter stehen; Antesperg nannte sie daher Anstattwörter. In Schulgrammatiken werden sie auch Stellvertreterwörter genannt. Diese Funktion der Stellvertretung wird jedoch unterschiedlich erklärt:
1. Alle Pronomen seien Stellvertreter von Substantiven. Dies gelte auch für Possessivpronomen, die scheinbar wie Adjektive konstruiert werden wie in „ihre Tasche – d. h. Monas Tasche.“ Das Possessivum würde also als Stellvertreter für Substantive im Genitiv stehen.[1][2][4][3]
2. Eine andere Erklärung unterscheidet substantivische Pronomen, die stellvertretend für Substantive stehen, und adjektivische Pronomen, die stellvertretend für Adjektive stehen.[9]

Statt eines Substantivs wird aber genau besehen eine ganze Substantivgruppe ersetzt, also: „mein früherer Chef = er“ (es wird nicht das Substantiv Chef ersetzt, so dass sich ergäbe: *„mein früherer er“). Außerdem können die Personalpronomen der ersten und zweiten Person nicht als Stellvertreter für substantivische Konstruktionen aufgefasst werden, weil Substantive nur das Merkmal 3. Person tragen können.

### Pronomen als Funktionswörter
In allen ihren Unterarten zählen Pronomina nicht als Inhaltswörter, sondern sie verhalten sich als grammatische Elemente (Funktionswörter). Dies zeigt sich auch darin, dass sie eine geschlossene Klasse bilden, d. h. eine Klasse von Ausdrücken, die nicht beliebig durch neue Wörter erweiterbar ist.
Probleme der Definition und Abgrenzung ergeben sich daher vor allem mit Bezug auf andere Funktionswörter, insbesondere zu Artikeln. Teilweise werden traditionell Pronomina genannte Wörter auch direkt als Artikelwort oder Determinativ klassifiziert. Die Dudengrammatik spricht von einer übergeordneten Klasse „Artikelwörter und Pronomina“, in der beide in manchen Hinsichten gleichartig sind, für andere Zwecke aber zu unterscheiden sind. In Schulgrammatiken findet sich auch die Unterscheidung Stellvertreter und Begleiter.
In der deutschen Orthografie werden deshalb Pronomina anders als Substantive kleingeschrieben, allerdings mit Ausnahme der Höflichkeitsform-Pronomen Sie/Ihnen/Ihre etc. Wenn Pronomina mit Adjektiven kombiniert werden, wird hingegen das begleitende Adjektiv großgeschrieben. Beispiele:
- du Armer!
- für uns Arbeitslose
- Hemmungen, jemand Unbekanntes anzurufen
- Er hofft, dort niemanden Bekannten zu treffen.

Diese Anordnung aus Pronomen und Adjektiv gleicht der aus Artikel plus Adjektiv-Substantivierung und manche Pronomina werden in manchen Theorien auch wie Artikel analysiert (siehe am Anfang des folgenden Unterabschnitts). Üblicherweise wird in der Grammatik des Deutschen jedoch gesagt, dass hier substantivierte Adjektive als Apposition zu den Pronomina hinzutreten. (Insofern wäre das Pronomen aber wiederum einem Substantiv gleichgestellt.)

### Pronomen im System der Wortarten
In der traditionellen Wortartlehre wird „Pronomen“ üblicherweise als eine eigene Wortart geführt (also neben Substantiv u. a.). In der modernen Linguistik ist dies teilweise nicht so, sondern Pronomen werden mit derselben Kategorie bezeichnet wie die Einheiten, die sie auch ersetzen können, also als Nominalphrasen bzw. Determinansphrasen; eine Variante ist die Analyse zumindest der Personalpronomina (wie er, sie) als intransitive Artikel, also Köpfe der Kategorie D.
Im Deutschen kann das Pronomen (in traditioneller Perspektive) als Wortart folgendermaßen gegen andere abgegrenzt werden:
- Pronomen sind flektierbar (im Gegensatz zu Adverbien, Präpositionen, Konjunktionen, Partikeln),
- unter den flektierbaren sind sie deklinierbar (im Gegensatz zum Verb),
- unter den deklinierbaren nicht selbst artikelfähig (im Gegensatz zum Substantiv),
- unter den nicht artikelfähigen nicht komparierbar (im Gegensatz zum Adjektiv)
- sowie im Gegensatz zum Artikel satzgliedfähig.

## Klassifikation

### Untertypen
Pronomen werden im Deutschen und in anderen indogermanischen Sprachen in verschiedene Typen untergliedert. Folgende Liste ist eine Klassifikationsmöglichkeit neben anderen, die in der Literatur verwendet werden.
- Personalpronomen (persönliche Fürwörter): ich, du, er, sie, es, wir, ihr, sie (in einigen Sprachen mit zusätzlicher Unterscheidung zwischen inklusivem und exklusivem wir, je nachdem, ob der Angesprochene eingeschlossen ist oder nicht). Personalpronomen können direkt auf in der Sprechsituation befindliche Individuen deuten (du) oder auf zuvor im Text eingeführte Individuen verweisen ([der Hund] … er …). Personalpronomina sind ihrer Bedeutung nach definite Ausdrücke.
  - In manchen Sprachen gibt es zwei Reihen von Personalpronomen: selbständige und klitische („angelehnte“), wie im Französischen (moi und me etc.) oder in deutschen Dialekten, z. B. bairisch gib-ma-s, moselfränkisch gäf-ma-t  „gib es mir“.
  - Expletivpronomina sind ein Sonderfall, dessen Einstufung nicht völlig klar ist, z. B. es in Sätzen wie „es war einmal ein König“, „es warten schon viele Leute vor der Tür“. Expletiva sind nur grammatisch, aber nicht inhaltlich erforderlich, ihnen fehlen somit definierende Eigenschaften der Personalpronomen: Sie verweisen auf keinen Gegenstand und tragen in dieser Verwendung auch keine nachweisbaren grammatischen Merkmale (Person, Numerus etc.). Aufgrund der Formgleichheit mit Personalpronomen und dem Vorkommen als Subjekt oder Objekt ist hier jedoch von Pronomen die Rede.[17] Manche Expletiva sind auch formgleich mit Adverbien, z. B. englisch „there“; aufgrund seiner syntaktischen Funktion als Subjekt wird jedoch auch dieses als Pronomen bezeichnet.[18]
  - Hinzu kommt die Klasse der generalisierenden Pronomen, z. B. deutsch man. Sie wurden traditionell wegen ihres „unbestimmten“ Bezugs als Indefinitpronomen eingestuft, verhalten sich aber bei näherer Analyse wie Personalpronomina.
- Possessivpronomen (besitzanzeigende Fürwörter): mein, dein, sein (ihr), unser, euer, ihr
- Reflexivpronomen (rückbezügliche Fürwörter): deutsch sich, englisch myself, yourself, herself etc.
- Reziprokpronomen (wechselseitige Fürwörter): einander, auch sich (z. B. sie sehen sich)
- Indefinitpronomen (unbestimmte Fürwörter): jemand, alle, einer, manche, etwas, einige, andere. Indefinitpronomen können allein auf die Existenz eines Individuums verweisen, ohne weitere Eigenschaften anzugeben (z. B. jemand singt). Sie führen hierbei Individuen neu in den Text ein oder fungieren logisch gesehen als Quantoren (im Beispiel dann mit der Bedeutung „Es gibt eine Person, die singt“).
  - Fragepronomen wie wer, was, wessen etc. werden oft als Untertyp der Indefinitpronomen angesehen. In manchen Sprachen wird zwischen Indefinita und Fragewörtern auch äußerlich nicht unterschieden.
  - Negativpronomen, Negationspronomen: keiner, niemand, nichts werden als Unterklasse der Indefinitpronomina eingeordnet; für ihre Besonderheiten siehe unter Negation (Grammatik).
- Demonstrativpronomen (hinweisende Fürwörter): der (die, das), dieser (diese, dieses), jener (jene, jenes)
  - Determinativpronomen (bestimmende Fürwörter):[19][20] derjenige (diejenige, dasjenige), derselbe (dieselbe, dasselbe)
- Relativpronomen (bezügliche Fürwörter): der (die, das), welcher (welches, welche), wer, deren

### Pro-Nomen und Pro-Adverb
Die Grenze zwischen Pronomen und Adverbien wird manchmal unscharf gezogen. Es gibt Adverbien, die ebenso wie Pronomen die Eigenschaft haben, vorher Genanntes wieder aufzugreifen, etwa: dort, so, seither oder wo, worin etc., wenn sie einen Relativsatz einleiten (Relativadverb). Solche Wörter werden in der Sprachwissenschaft heute als Pro-Adverbien bezeichnet. Manche solcher Wörter werden in Schulgrammatiken aber auch als „Adverbialpronomen“ bezeichnet, etwa bezogen auf die französischen Klitika y und en (siehe: Französische Grammatik #Objektpronomen).
Ein derartiger erweiterter Gebrauch von „Pronomen“ für alle Arten von verweisenden Wörtern lässt sich in die ältere Grammatikschreibung zurückverfolgen; beispielsweise bezeichnet Karl Ferdinand Becker (1775–1849) Adverbien wie dort, jetzt, heute als „besondere Formen der Pronomen.“
Eine ähnliche Unschärfe entsteht mit dem Begriff Pronominaladverb, der zusammengesetzte Wörter wie „dafür“ bezeichnet, in denen „da-“ ein pronominaler Bestandteil ist. In manchen Texten werden Pronominaladverbien als Ganze auch als Pronomen klassifiziert (sie haben jedoch die syntaktischen Funktionen von Präpositionalphrasen).

## Geschichte der Wortartbezeichnung
Im Griechischen heißt diese Wortart antōnymía (ἀντωνυμία) und im Lateinischen pronomen, antik auch provocabulum. In deutschen Grammatiktexten des 18. und 19. Jahrhunderts findet sich auch die Form „Pronom“.
Hintergrund der für Duden (2005) unklaren Abgrenzung zwischen Pronomen und Artikelwörtern ist, dass im Lateinischen substantivische und adjektivische Pronomen einheitlich gesehen wurden und die von der lateinischen Grammatiklehre geprägte deutsche Grammatiklehre diese Sicht tradiert.
In den romanischen Sprachen hingegen haben sich die Bezeichnungen des Gebrauchs vor einem Substantiv und des selbständigen Gebrauchs auseinanderentwickelt. Im Französischen wird daher im ersteren Fall von déterminant gesprochen, im Englischen von determiner, seltener von determinative, in neueren „deutschen“ Grammatiken unter englischem und französischem Einfluss unter anderem von „Artikelwort“, „Determinierer“ oder „Determinativ“.

## Aktionstag
- Oktober, dritter Mittwoch (20. Oktober 2021): „Internationaler Tag der Pronomen“ (International Pronouns Day), 2018 ins Leben gerufen von einer Initiative, um den Respekt und das Teilen von persönlichen Pronomen (Fürwörtern) sowie die allgemeine Bildung dazu zu verstärken.[28][29][30]